# 岡巴拉
岡巴拉(梵文：Kambala)，印度大乘密宗人士，八十四成就者之一。又稱為拉瓦巴(Lawapa)，據說是睡夢瑜珈的創始者，後由帝洛巴延續此成就法系譜。根據多羅那他記載，岡巴拉與薩卡阿(Sakara)將喜金剛密續傳至東印度孟加拉一帶。

## 簡介
岡巴拉原為堪卡拉瑪(Kankalama)王子，國王逝世後繼任國王，卻被母親以哭泣方式逼迫退位、出家、獨自修行，最後變成瑜珈士，母親傳授岡巴拉上樂金剛灌頂，為她開示佛法之後便消失。修持十二年之後，岡巴拉證得大手印成就，欲遁入虛空，卻被母親與眾空行母阻止，指稱空行無礙卻不能利益眾生並無意義，於是岡巴拉便返回人間。
岡巴拉西行至烏狄雅納(Oddiyana)的瑪拉鋪(Mangalapur)，在巴拿瓦(Panaba)的一處「度母尖頂」(Talatse)的山洞修行。當地女巫知道大成就者的到來，感到不安，於是女巫之后蓮花天(Padmadevi)和其他女巫一同前往阻撓。
巫女們先託詞保管岡巴拉的狐皮，後來把有大加持力的狐皮吃掉，其他部分則焚毀。待岡巴拉回來索取，女巫則以種種託詞不還，於是岡巴拉向國王申訴，但女巫們並不退讓，又在岡巴拉回洞禪修時把泉水弄乾，但岡巴拉仍施法使水湧出。之後岡巴拉招集四大洲的女巫到須彌山，將之全部變成羊，剃掉頭毛之後再將之復原。後女巫再以巨石擊之，但岡巴拉食指一指，石頭便停在空中靜止不動。
國王勸戒女巫不可與岡巴拉鬥法，應當皈依，卻無法說服巫后，於是岡巴拉將所有女巫綁住，質問女巫們願意皈依或者被交給死神，女巫方才皈依，並將狐皮吐出。岡巴拉蒐集所有皮革接合，僅比原先短了少許。岡巴拉之後利生無數，最終前往空行淨土。